# Ochronka

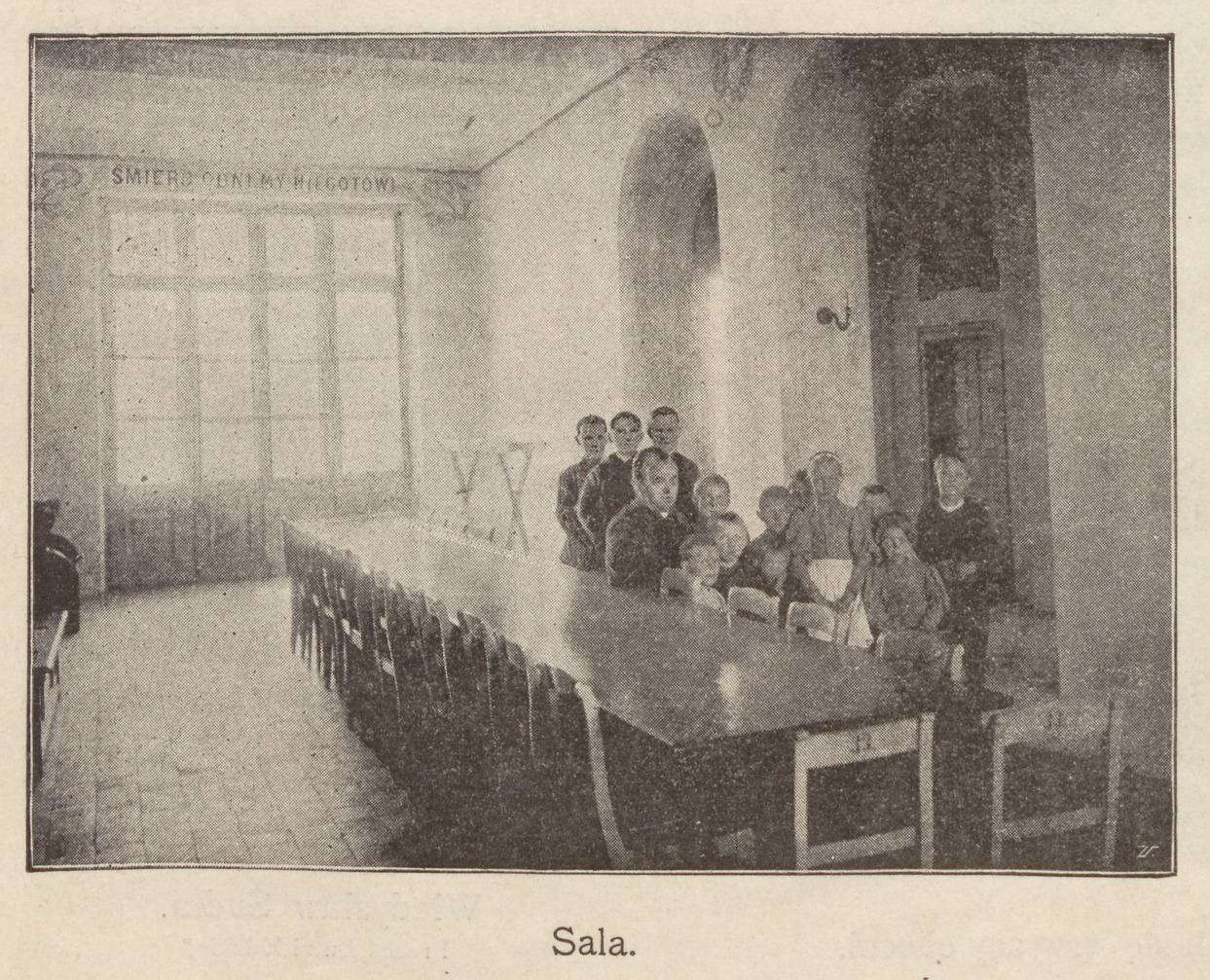
Ochronka w końcu XIX wieku

Ochronka – rodzaj przedszkola, wcześniej zakład opiekujący się ubogimi i/lub osieroconymi dziećmi, uznawany za formę przedszkola lub domu dziecka. Dawne ochronki były z reguły prowadzone przez zakony albo instytucje dobroczynne. Zaczęły powstawać na początku XIX wieku. Przykładem ochronki jest ochronka św. Anny w Wilamowicach – placówka, ufundowana w 1908 r. przez bp Józefa Bilczewskiego i prowadzona przez zakonnice do 2011 r., której zadaniem było nauczanie dzieci wilamowickich polskiej kultury i historii. 

## Współcześnie
Współcześnie ochronki na Śląsku przybrały formę świetlicy z posiłkami (zazwyczaj są to podwieczorek i kolacja). Ochronki prowadzone są dla dzieci z rodzin ubogich, wielodzietnych, rozbitych i patologicznych. Zajęcia mają różną formę od profilaktycznych do terapeutycznych, przez dydaktyczne, sportowe, plastyczne, muzyczne oraz zabawę. Wychowawcy zazwyczaj są wolontariuszami. W ochronkach dzieci mają możliwość odrabiania zadań domowych.